# Fort Nelson (fiume)
Il Fort Nelson è un fiume del Canada che bagna la Columbia Britannica. È un tributario del Liard. 
La lunghezza del fiume è di circa 250 chilometri, tuttavia spesso viene considerata quella totale di 517 chilometri, ovvero includendo anche l'affluente Sikanni Chief che, insieme all'altro fiume Fontas, ne costituiscono le sorgenti. 